# 三遊亭兼好
三遊亭 兼好（さんゆうてい けんこう、1970年1月11日 - ）は、五代目円楽一門会所属の落語家。福島県会津若松市出身。本名∶佐藤 健司。血液型B型。
出囃子は『さんげさんげ』。紋は『三ツ組橘』。

## 経歴
福島県立若松商業高等学校、二松學舍大学文学部国文学科卒業。落語家に成る前は、さまざまな仕事を転々としており、落語との出会いは、27歳の頃に魚河岸で働いていた時で、仕事が昼頃には終わるので「安いお金で時間を潰せる所はないか?」と、寄席に通い始めたのがきっかけ。寄席に何回か通っていると、三遊亭好楽の高座に良く出会うので、「これは運命かな?」と思っていたころ、偶々家も近く、「この辺に（師匠の）家があるな」とスクーターで走っていたところ、偶然、好楽の散歩中に出くわして、「弟子にして下さい」とお願いをしたところ、好楽が「どうでもいいけど、ヘルメットを取れ」と言ったとのこと（その時は入門を断られる）。その後、3回（都合4回）入門を願い出たが、「年齢のこと」「既婚者であること」「子供もいること」などの理由で断られた。最終的に入門を許可されたのは、好楽が「じゃあ、奥さんに電話をして許可を取る」と兼好の妻に電話をし、初め、兼好の妻は三遊亭好楽のことを判っていなかったが、『笑点』に出ていると判ると一変し、「お宅の旦那が噺家に成りたいと言っているが」と聞くと「よろしくお願いします」と即答され、そして入門が許可されたとのこと。
1998年10月、三遊亭好楽に入門。兼好が好楽に許されるまでに入門を願い出た回数と、好楽が元師匠八代目林家正蔵（→林家彦六）に入門を願い出た数は同じ4回で許可が下りる。前座名は、当時既に妻と娘2人がいたことから「女子供を作る」で「好作」。
2002年3月、三遊亭好二郎に改名し二ツ目昇進。2006年4月、「にっかん飛切落語会」若手落語家表彰努力賞受賞。2007年12月、「にっかん飛切落語会」奨励賞受賞。
2008年、第13回 林家彦六賞受賞。9月に真打に昇進。師匠曰く「お前は兼好っぽいから」という理由で初代「兼好」を名乗る。2014年、平成25年度彩の国落語大賞受賞。

## 活動
- 柳家喜多八・三遊亭歌武蔵・柳家喬太郎による落語家ユニット「落語教育委員会」に、2016年5月喜多八没後、2017年2月15日練馬文化センター公演から新メンバーとして加入、出演[5]。ただし、会場が鈴本演芸場の公演の際には、鈴本に出演することができない円楽一門会所属の兼好は出演せず、落語協会所属の他の落語家がゲスト出演している。

- 2017年11月以降、三遊亭王楽・三遊亭萬橘と共に落語芸術協会の新宿末廣亭の定席に交互枠で常時出演している他、同協会の興行にゲストなどでも度々顔付されている。また末廣亭では、2017年から年一回、余一会の枠で「兼好・王楽 二人会」を開催している[6][注 1]。

- 『落語家Xの快楽 シーズン2.0』（WOWOW、2011年）で山里亮太（南海キャンディーズ）に落語「宗論」を教えた[7]縁で「三遊亭 兼便（けんべん）」の名前を与え、落語会で共演している[8]。
- イラストに定評があり、CDのブックレットや東京かわら版での連載に文章にイラストを添えるスタイルで落語にちなんだ絵を描いている。落語会の演題にイラストを添えることもある。コロナ禍にはTwitter（現X）、Instagramで落語家や話題の人物などの似顔絵を公開した。

## 芸歴
- 1998年10月 - 三遊亭好楽に入門、前座名「好作」を名乗る。
- 2002年3月 - 二ツ目昇進、「好二郎」と改名。
- 2008年9月 - 真打昇進、「兼好」と改名。

## 受賞歴
- 2004年2月 - 「第1回車力寄席グランドチャンピオン大会」落語部門賞
- 2006年4月 - 「にっかん飛切落語会」若手落語家表彰努力賞
- 2007年12月 - 「にっかん飛切落語会」奨励賞
- 2008年 - 第13回 林家彦六賞 受賞
- 2010年 - 国立演芸場花形演芸会 銀賞
- 2011年 - 国立演芸場花形演芸会 金賞
- 2012年 - 国立演芸場花形演芸会 金賞
- 2014年 - 平成25年度 彩の国落語大賞 受賞

## 逸話
真打昇進パーティー時の鏡開きが失敗した。司会者が「『よいしょ』っと言ったら割ってくださいね」と合図の説明のときの『よいしょ』で全員が小槌を振り下ろして割ってしまったという。

## メディア

### 連載
- お二階へご案内〜（2012年6月- 、東京かわら版[10]）
- 新釈 古典落語図鑑（2022年1月23日- 、東京新聞 隔月）

### テレビ
- 落語者（2012年1月6日、2012年1月13日、テレビ朝日）「饅頭こわい」「しの字嫌い」
- 超入門!落語 THE MOVIE（NHK総合）
  - 「三年目」（2016年11月9日）
  - 「二番煎じ」（2017年1月11日）
  - 「六尺棒」（2017年10月26日）
  - 「木乃伊取り」（2017年11月30日）
  - 「うどん屋」（2018年1月18日）
  - 「崇徳院」（2018年2月1日）
  - 「親子酒」(2018年3月8日）
- 語落（2020年6月6日、フジテレビ）「強情灸」
- クイズ脳ベルshow（2023年10月30日、11月6日、BSフジ）

### ラジオ
- 春風亭昇太のラジオビバリー昼ズ（ニッポン放送、2018年9月19日[3]、2023年10月11日）
- Tokyo Midtown presents The Lifestyle MUSEUM[11]（エフエム東京、2022年8月26日）

### ポッドキャスト
- 無印良品 くらしのラジオ[12]] （2023年3月）- ゲスト インタビュー「落語と江戸の暮らし」全4回

### CD
- 三遊亭兼好1（ワザオギ、2010年2月）
  1. 「短命」
  2. 「うどんや」
- 三遊亭兼好落語集 噺し問屋 浮世床／宿屋の仇討（日本コロムビア、2012年4月）
- 三遊亭兼好落語集 噺し問屋 長屋の花見／権助魚（日本コロムビア、2013年3月）
- 三遊亭兼好落語集 噺し問屋 大工調べ／竹の水仙（日本コロムビア、2014年4月）
- 毎日新聞落語会　三遊亭兼好（ソニーミュージック、2014年9月）
  1. 「抜け雀」
  2. 「天狗裁き」
- 三遊亭兼好落語集 噺し問屋 悋気の独楽／陸奥間違い（日本コロムビア、2015年5月）
- 三遊亭兼好落語集 噺し問屋 寝床／佃祭（日本コロムビア、2016年12月）
- 三遊亭兼好落語集 噺し問屋 厩火事／へっつい幽霊（日本コロムビア、2017年12月）
- 三遊亭兼好落語集 噺し問屋 鈴ヶ森／お化け長屋（日本コロムビア、2018年12月）
- 三遊亭兼好落語集 噺し問屋 七段目／お菊の皿（日本コロムビア、2020年1月）
- 笑う門には福来る 動物篇「抜け雀」（オムニバス／ ソニーミュージック、2022年12月）

### CDムック
- にっかん飛切落語会 よりぬき名人名演集3「壷算」（オムニバス／ 竹書房、2012年1月）

### DVD
- 三遊亭兼好噺し問屋「お菊の皿」「紙入れ」(竹書房、Amazonオンデマンド）
- 三遊亭兼好噺し問屋「大工調べ」「富久」(竹書房、Amazonオンデマンド）
- 三遊亭兼好横浜ひとり会「粗忽の使者」「明烏」(竹書房、Amazonオンデマンド）

上記3点のDVDは、Amazonオンデマンドのサービス終了により2021年6月4日で販売終了となった。
- ワザオギ落語会 vol.4 「宗論」（オムニバス / ワザオギ、2008年12月）
- ワザオギ落語会 vol.7 「小言幸兵衛」（オムニバス / ワザオギ、2011年12月）
- ワザオギ落語会 vol.8 「元犬」（オムニバス / ワザオギ、2012年12月）
- 三遊亭兼好落語集 木乃伊取り/粗忽の使者/応挙の幽霊 (竹書房、2013年10月25発売）
- DVD「三遊亭兼好 落語つれづれ 宿屋の富/磯のあわび/粗忽長屋」(2009年12月16日発売) - ウェイバックマシン（2016年3月7日アーカイブ分）
- DVD「三遊亭兼好 落語つれづれ 大山詣り/七段目/三枚起請」(2011年1月19日発売) - ウェイバックマシン（2016年10月11日アーカイブ分）
- DVD「三遊亭兼好 落語つれづれ 明烏/置泥/風呂敷」(2011年8月17日発売) - ウェイバックマシン（2016年3月7日アーカイブ分）
- 三遊亭兼好落語集 噺し問屋　蛙茶番 / 小間物屋政談 （日本コロムビア、2019年8月）

### 著書
- 『らくご絵手帖 絵でみる落語と江戸の暮らし』三遊亭兼好 監修、瀬知エリカ 画（カンゼン、2011年9月）
- 『落語三昧！古典落語/名作・名演・トリヴィア集』（竹書房、2015年12月）ISBN 9784801905702
- 『古典落語　知っているようで知らない噺のツボ』三遊亭兼好 他 （竹書房、2016年2月） ISBN 9784801906440
- 『お二階へご案内～ 虎の巻、妻と上手に生きる方法』（東京かわら版新書、2018年6月）ISBN 978-4910085050
- 『落語の目利き』 広瀬和生 著 、三遊亭兼好 画（竹書房、2022年5月）ISBN 9784801931091
- 『三遊亭兼好 立ち噺 独演会オープニングトーク集』（竹書房、2022年6月）ISBN 9784801931732
- 『江戸の暮らしと落語ことはじめ』三遊亭兼好 著、安藤優一郎 監修（アノニマ・スタジオ、2022年12月）ISBN 978-4-87758-841-0
- 『お二階へご案内～ 虎の巻 再考! 事実は小説より "悲" なり』三遊亭兼好 著（東京かわら版新書、2023年10月）ISBN 9784910085401

## 弟子

### 二ツ目
- 三遊亭兼太郎
- 三遊亭好二郎
- 三遊亭兼矢

### 前座
- 三遊亭けろよん
- 三遊亭げんき